# Augusto Itúrburu
Augusto Itúrburu Carabajo (Guayaquil, Ecuador; 1979 o 1980 - Ibidem; 15 de abril de 2020) fue un docente y periodista deportivo ecuatoriano, conocido por sus colegas con el sobrenombre de Tururú, trabajó para diario El Telégrafo.

## Primeros años
Augusto Itúrburu Carabajo nació en Guayaquil, provincia del Guayas, Ecuador. Cuando terminó la secundaria, realizó durante un año servicio con su comunidad bahá’í, durante 1998, al borde de la mayor crisis de la historia del Ecuador, donde convivió con comunidades desfavorecidas, dando clases a jóvenes, hospedándose en sus casas y viviendo con lo mínimo, en sitios como Tosagua, en Manabí y en la zona norte de Esmeraldas, en Selva Alegre y Timbiré, donde sirvió.
Realizó sus estudios de periodismo en la Universidad Laica Vicente Rocafuerte, donde fue profesor y fundó en 2011 la radio de esa universidad, Radio Laica.

## Carrera
Trabajó desde 2013 en el diario El Telégrafo, donde se desempeñó en el área de periodismo deportivo. Durante el Mundial de Fútbol de 2014, el diario ordenó la elaboración de suplementos con 16 páginas diarias sobre el evento, denominado Fanático, en el cual Augusto se desempeñó con facilidad en las estadísticas, las cuales eran su fuerte, de los partidos, y dudaba de lo que decían las fuentes, por lo que siempre realizaba una investigación minuciosa para corroborar y contrastar la información. En dicho ejemplar, junto a sus compañeros, mantenían una jornada de 12 horas extenuantes durante los 32 días que duró la Copa del Mundo, llegando a comer dentro de la oficina y a pasar más tiempo con sus colegas en el trabajo que con su familia. Aceptó estar en el cargo del Comité de Empresas de diario El Telégrafo, por su sensibilidad para buscar y contar historias humanas, pues le gustaba ayudar.
El suplemento Fanático continuó y Augusto quería que se encuentre en todos los quioscos del país como un diario deportivo, por lo cual siempre pedía a sus compañeros que se proponga al diario hacerlo. El suplemento se construía con diálogos diarios que mantenía Augusto con entusiasmo. Siempre buscó como innovar, pidiendo nuevas ideas a sus compañeros, cuando en 2016 propuso realizar entrevistas a las glorias del deporte. Así es como a la siguiente semana se realizó entrevistas a deportistas destacados de épocas pasadas, como a Segundo Mercado, Cristhian Mora, Bertoni Zambrano, Alfonso Obregón, Marcelo Morales, Erwin Ramírez, entre otros, llegando a superar el número de lectores promedio que tenía el diario.

## Muerte
Desde el 12 de marzo Augusto comenzó a presentar síntomas relacionados al nuevo coronavirus, por lo que buscó ayuda médica, donde le recetaron unos antibióticos pero no se recuperó. El 16 y 19 de marzo, acudió por problemas para respirar al Hospital Los Ceibos del Instituto Ecuatoriano de Seguridad Social (IESS), el primer día no le realizaron ninguna prueba a pesar de sentirse muy mal y el segundo día le aplicaron penicilina y lo enviaron a su casa, esperó diez días más para que le pudieran realizar la prueba de COVID-19. Fue internado por complicaciones respiratorias en el Hospital Los Ceibos del IESS, el 23 de marzo y obtuvo los resultados de la prueba, que dio positivo, cuando ya se encontraba grave en su salud. Falleció el 15 de abril de 2020, por complicaciones de COVID-19 causado por el virus del SARS-CoV-2 durante la cuarentena de Ecuador debido a la pandemia mundial de enfermedad por coronavirus, a la edad de 40 años.
Su hermano Nelson Itúrburu explicó a los medios de comunicación, que su hermano manejaba la tarjeta de crédito de su papá y que la llevó por si necesitaba sacar algo de dinero. También manifestó que Augusto le comentó que el primer día de ser internado, le hicieron colocar las cosas que llevó al hospital, un reloj, anillos y billetera, en una funda roja, que según se la darían a sus familiares, y el segundo día perdió comunicación con él porque le quitaron el teléfono. Cuando Nelson acudió al hospital a preguntar por las pertenencias de su hermano, le dijeron que ya las habían quemado pues según las cosas de los pacientes las queman porque contienen el virus. Al día siguiente del fallecimiento de Augusto, su padre encendió el celular y se percató en los mensajes de texto que alguien hace diecisiete días sustrajo dinero de su tarjeta de débito, por lo que acudió con su hijo Nelson al banco para suspender la tarjeta, pero se enteran de que la cuenta estuvo activa y que el último retiro se lo realizó ese mismo día a las 3:00 donde sustrajeron más de 600 dólares, además de la jubilación del padre que le fue acreditada en la quincena de abril, lo que dejó vacía su cuenta bancaria. Nelson dijo a la prensa que cree que este no debe ser el único caso y que duda que hayan quemado los anillos, el reloj y el celular.
El Instituto Ecuatoriano de Seguridad Social realizó un comunicado, donde manifiestan que se harán las investigaciones interna para esclarecer los hechos y se contactó con la familia del periodista para brindar su apoyo y coordinar acciones por lo sucedido. Además dijo que por razones de bioseguridad, los pacientes no pueden ingresar con objetos personales los cuales deben ser retirados por sus familiares para evitar la contaminación en el ambiente hospitalario. La Policía Judicial inició una investigación sobre el suceso. A raíz del reclamo de los familiares de Augusto que ha conmocionado a la opinión pública, se registró denuncias de otras personas que se animaron a hacerla al mismo hospital por el robo de las pertenencias de sus familiares.